# NGC 23
NGC 23 (również PGC 698 lub UGC 89) – galaktyka spiralna z poprzeczką (SBa), znajdująca się w gwiazdozbiorze Pegaza. Odkrył ją William Herschel 10 września 1784 roku.

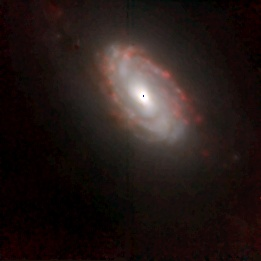
Jądro galaktyki sfotografowane przez teleskop Hubble’a

W galaktyce tej odnotowano jeden niepotwierdzony przypadek wybuchu supernowej: SN 1955C.